# Diddy
Sean John Combs (poznan tudi kot Puff Daddy, P. Diddy in trenutno Diddy), ameriški raper, * 4. november 1969, Harlem, New York, ZDA.

## Življenjepis
Sean je svoje prve uspehe dosegel kot producent pevke Mary J. Blige, nato pa se je njegova kariera strmno vzpenjala. Izgradil je raperski imperij imenovan Bad Boy, pri katerem poleg njega samega ustvarjajo oz. so ustvarjali še pokojni Notorious B.I.G., Danity Kane, Shyne, Lox, Mase, Cassie, Yung Joc in mnogi drugi, predvsem v Ameriki uspešni glasbeniki. Puffy je postal tudi ena največjih ikon svetovne glasbene industrije, odprl svojo znamko oblek imenovano »Sean John«, še danes pa velja za najbogatejšega raperja. V prvi vrsti je Puffy sicer producent, aranžer in avtor glasbe, ravno zato so mu pri plošči »Press Play«, pri pisanju tekstov na pomoč priskočili mnogi eminentni mainstreamovski in podtalni raperji. Besedila so že od nekdaj največja rakrana Puffyja. Tokrat so mu kot gostje in na pomoč priskočili Pharoahe Monch, Cee-Lo (Gnarls Barkley, Goodie Mob), pevka Nicole iz skupine Pussycat Dolls, raper Nas, Big Boi iz OutKast, Fergie iz Black Eyed Peas, pa zvezdniške pevke Christina Aguilera, Mary J. Blige, Ciara, Jamie Foxxx, Brandy, Keyshia Cole in Avant. Za beate so se poskrili največji mojstri hiphoperskih beatov, od Kanye Westa, Just Blaza, Pharrella, do Havoca iz Mobb Deep, Will.I.Am ter Rich Harrison.
Artist, nekoč znan pod imenom Puff Daddy, se s svojimi spremembami imen še sedaj ne more sprijazniti. V Ameriki namreč nastopa pod imenom Diddy, drugod po svetu pa je še vedno znan pod imenom P. Diddy.